# Schnurren (Sankt Wolfgang)
Schnurren ist ein Gemeindeteil  von Sankt Wolfgang im oberbayerischen Landkreis Erding.

## Lage
Die Einöde Schnurren liegt 1,75 Kilometer südlich vom Rathaus von Sankt Wolfgang.

## Name
Der Ortsname leitet sich wohl von dem, durch die exponierte Lage häufig auftretenden, Pfeifen des Windes ab. Wenn der Wind ein gleichmäßig rauschendes oder sausendes Geräusch von sich gibt, heißt das im örtlichen Dialekt schnurren.

## Geschichte
Schnurren gehört historisch zur Gemeinde Pyramoos in der Grafschaft Haag und später im Landkreis Wasserburg am Inn. Zusammen mit Pyramoos wurde Schnurren am 1. April 1971 nach St. Wolfgang eingemeindet und gehört wie diese Gemeinde seit dem 1. Juli 1972 zum Landkreis Erding.

## Bevölkerungsentwicklung
Um 1871 gab es in Schnurren sechs Einwohner. Im Mai 1987 lebten dort neun Einwohner in einem Wohngebäude.
| Jahr      | 1871 | 1925 | 1950 | 1970 | 1987 |
| Einwohner | 6    | 8    | 6    | 6    | 9    |